# Aloe mottramiana
Aloe mottramiana é uma espécie de planta suculenta do género Aloe que cresce naturalmente perto de Tolanaro, em Madagáscar.